# Míriam Cano
Míriam Cano (Molins de Rei, 1982) és escriptora i periodista. Viu a Barcelona.
El seu primer poemari va ser Buntsandstein (2013). A més, ha estat publicada a les antologies II Festival de Poesia des dels Balcons (2014) i Assumiràs la Veu (2014). La seva segona obra poètica va ser Ancoratge (2016). La seva primera obra narrativa és el recull de contes Cremen cels (2017) compartit amb Martí Sales i Antònia Vicens. Ha traduït al català una selecció de poemes d'Emily Dickinson (2017) i Cartes a un amic alemany, d'Albert Camus (2019). El seu darrer poemari és Vermell de Rússia (2020).
També ha exercit de crítica cinematogràfica i musical en diverses publicacions culturals en línia i ha col·laborat en diversos programes de ràdio centrats, sobretot, en la música de cinema. A més, col·labora a Catorze: cultura viva, a Nació Digital, i El Violí Vermell de Catalunya Música. Des de 2016 fins a 2018 va exercir de crítica literària al programa Els experts d'iCat i des de 2019 al programa L'irradiador de la mateixa emissora radiofònica. Entre els darrers projectes, cal destacar la publicació del poemari Nàufrags, un espectacle de Lluís Danés i Roca que es va representar el gener de 2016 al Mercat de les Flors. Ha guanyat el premi de poesia Martí Dot l'any 2012 amb el seu poemari Buntsandstein (2013). També ha participat en el recull de contes Cremen cels (2017). El 2020 publica el poemari Vermell de Rússia.
Com a traductora s'ha encarregat de la versió catalana de Bluets de Maggie Nelson i La casa de Mango Street de Sandra Cisneros, ambdues publicades per l'Altra Editorial. Igualment, ha traduït Una onada de John Ashbery, obra publicada el 2022 per l'editorial Lleonard Muntaner.
És codirectora de l'Escola Bloom de Barcelona.